# Huby-St. Leu British Cemetery
Huby-St. Leu British Cemetery is een begraafplaats gelegen in de Franse plaats Huby-Saint-Leu (Pas-de-Calais). De militaire graven worden onderhouden door de Commonwealth War Graves Commission.
De begraafplaats telt 52 geïdentificeerde Gemenebest graven uit de Eerste Wereldoorlog.